# Gerichtsbezirk Weiz
Der Gerichtsbezirk Weiz ist ein dem Bezirksgericht Weiz unterstehender Gerichtsbezirk im Bundesland Steiermark.

## Geschichte

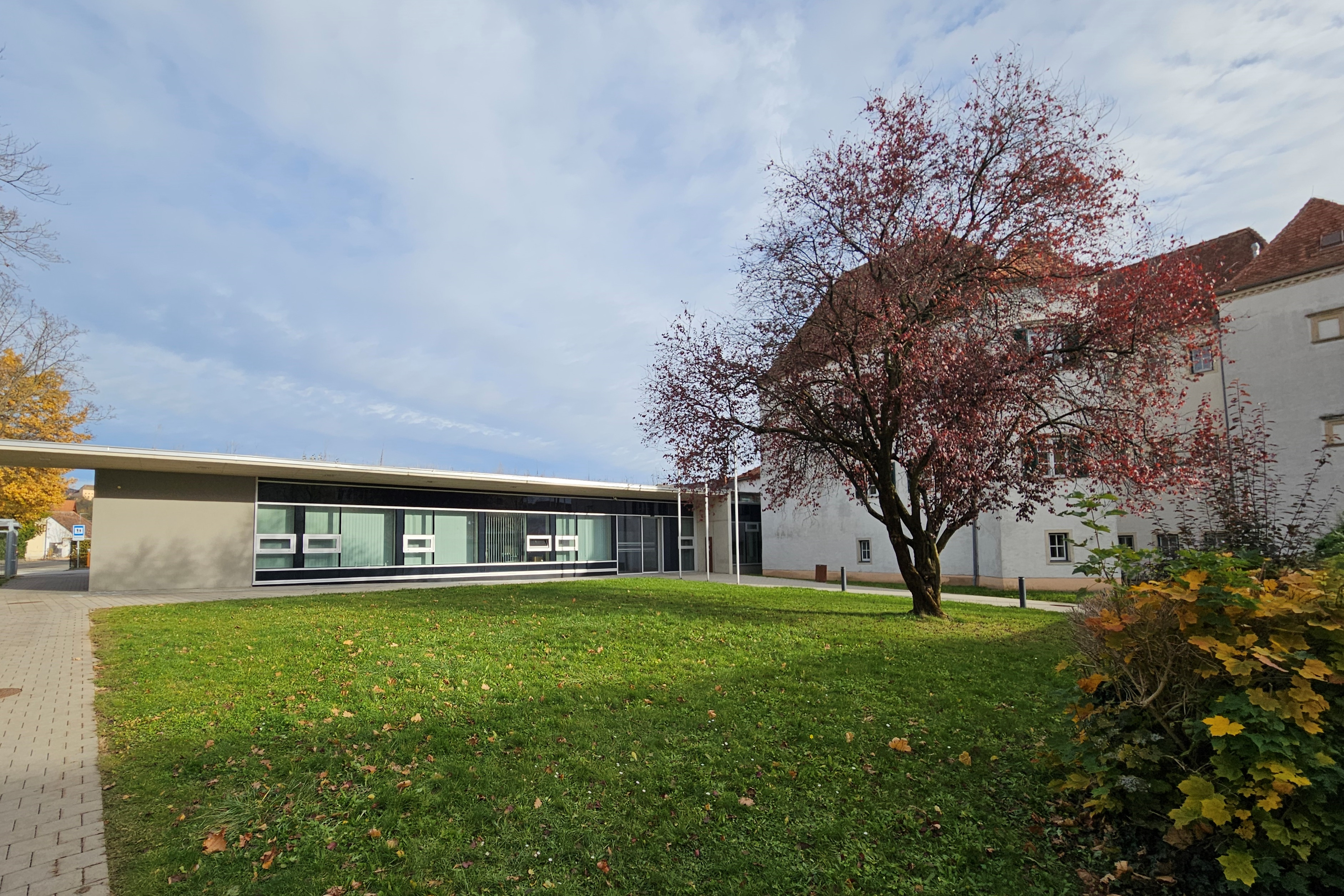
Bezirksgericht Weiz

Der Gerichtsbezirk Weiz wurde durch eine 1849 beschlossene Kundmachung der Landes-Gerichts-Einführungs-Kommission als „Gerichtsbezirk Weitz“ geschaffen. Er umfasste 47 „neue Ortsgemeinden“ (in Reihenfolge der Nennung; in Klammer die enthaltenen 62 Gemeinden, „1“= wie die Ortsgem.):
1. Weitz (1)
2. Naas (Pirchbaum, Affenthal, 1)
3. Gschaid (1, Dürnthal)
4. Leska (1, Haselbach)
5. Mortantsch (1, Güttelsberg)
6. Steinberg (1, Hafning)
7. Kogl (1)
8. Garrach (1)
9. Kleinsemmering (1)
10. Greith (Ober-Greith, Unter-Greith)
11. Krottendorf (1, Preding, Regerstätten, Farcha, Pichl, Nöstl)
12. Fladnitz (1, Raas)
13. Landscha (1)
14. Oberdorf (1)
15. Ponigl (1)
16. Trenstein (1)
17. Kathrein (Kathrein I. Viertl, Kathrein II. Viertl)
18. Passail (1)
19. Arzberg (1)
20. Haufenreith (1)
21. Krammersdorf (1)
22. Tober (1)
23. Hohenau (!)
24. Radegund (1, Plenzengreith, Stenzengreith, Rinnegg)
25. St. Ruprecht (1)
26. Grub (1)
27. Arndorf (1)
28. Kühwiesen (1, Diettmannsdorf)
29. Dörfl (1)
30. Lohngraben (1)
31. Mitterdorf (1)
32. Neudorf (1)
33. Oberdorf (1)
34. Fladnitz (1)
35. Pichl (1)
36. Puch (1)
37. Bärendorf (1)
38. Klettendorf (1)
39. Harl (1)
40. Höfling (1)
41. Elz (1)
42. Etzersdorf (1)
43. Pesen (1)
44. Unterfeistritz (1)
45. Floing (1)
46. Fladnitz (1, Schrems)
47. Neudorf (1)

Der Gerichtsbezirk Weiz bildete im Zuge der Trennung der politischen von der judikativen Verwaltung
ab 1868 gemeinsam mit den Gerichtsbezirken Birkfeld und Gleisdorf den Bezirk Weiz.
Der Gerichtsbezirk erfuhr bereits 1912 eine Veränderung, als per 1. Jänner die Gemeinde Sankt Radegund dem Gerichtsbezirk Graz Umgebung zugewiesen wurde.
Zu Beginn der 1950er Jahre wurden die Gemeinden Wollsdorf, Fünfing bei Sankt Ruprecht an der Raab und Wolfgruben bei Sankt Ruprecht an der Raab per 1. Jänner 1952 aus dem Gerichtsbezirk Gleisdorf ausgeschieden und dem Gerichtsbezirk Weiz zugeschlagen.
Durch die Neuordnung der Gerichtsbezirke 2002 wurde dem Gerichtsbezirk Weiz per 1. Juli 2002 die Gemeinden des zu diesem Datum aufgelösten Gerichtsbezirks Birkfeld zugewiesen. Der Gerichtsbezirk Weiz vergrößerte sich dadurch um die 16 Gemeinden Anger, Baierdorf bei Anger, Birkfeld, Feistritz bei Anger, Fischbach, Gasen, Gschaid bei Birkfeld, Haslau bei Birkfeld, Koglhof, Miesenbach bei Birkfeld, Naintsch, Ratten, Rettenegg, St. Kathrein am Hauenstein, Strallegg und Waisenegg.
Mit 1. Juli 2014 wurde der Gerichtsbezirk Gleisdorf aufgelöst und die Gemeinden dem Gerichtsbezirk Weiz zugewiesen.
Mit Wirkung ab 1. Jänner 2015 wurde der Gerichtsbezirk aufgrund der Veränderungen im Rahmen der Gemeindestrukturreform in der Steiermark in der „Bezirksgerichte-Verordnung Steiermark 2015“ neu definiert.
Im Zuge dessen erhielt der Gerichtsbezirk das Gebiet der ehemaligen Gemeinden Tulwitz und Tyrnau vom Gerichtsbezirk Graz-West und gab seinerseits das Gebiet der ehemaligen Gemeinde Hirnsdorf an den Gerichtsbezirk Fürstenfeld ab.

## Gerichtssprengel
Seit Jänner 2015 umfasst der Gerichtsbezirk das Gebiet folgender 31 Gemeinden:
Albersdorf-Prebuch, Anger, Birkfeld, Fischbach, Fladnitz an der Teichalm, Floing, Gasen, Gersdorf an der Feistritz, Gleisdorf, Gutenberg-Stenzengreith, Hofstätten an der Raab, Ilztal, Ludersdorf-Wilfersdorf, Markt Hartmannsdorf, Miesenbach bei Birkfeld, Mitterdorf an der Raab, Mortantsch, Naas, Passail, Pischelsdorf am Kulm, Puch bei Weiz, Ratten, Rettenegg, Sankt Kathrein am Hauenstein, Sankt Kathrein am Offenegg, Sankt Margarethen an der Raab, Sankt Ruprecht an der Raab, Sinabelkirchen, Strallegg, Thannhausen und Weiz.
Er ist somit mit dem Bezirk Weiz deckungsgleich.